# Arundinella decempedalis
Arundinella decempedalis là một loài thực vật có hoa trong họ Hòa thảo. Loài này được (Kuntze) Janowski mô tả khoa học đầu tiên năm 1921.